# Гамлет (фільм, 1990)
Гамлет — художній фільм режисера Франко Дзефіреллі, екранізація однойменного твору Вільяма Шекспіра. 

## Сюжет
Принцові Гамлету являється привид нещодавно померлого батька. Підозрюючи те, що батько помер насильницькою смертю, принц шукає доказу провини короля Клавдія. Принца, якого мучать страшні припущення, оточуючі сприймають як божевільного. Тим часом принц, розбираючись зі своїм життям, намагається знайти відповідь на вищі філософські питання буття.

## Художні особливості
Фільм знято достатньо близько до тексту, хоча від п'єси залишилася приблизно половина, а режисер і сценарист дозволили собі деякі невідповідності: у фільмі є сцени, яких немає у п'єсі, наприклад те як Гамлет будить свого батька. Для зйомок фільму Дзефіреллі використовував старовинний замок у Північній Шотландії — Фортецю Данноттар, розташовану на березі моря.
Основну увагу критики звернули на суперечливу інтерпретацію ролі Гамлета Мелом Гібсоном. Актор, якому легше мати справу із сучасним матеріалом, з намулом властивого тільки йому сарказму, вільно поводиться із шекспірівськими текстами. Гібсону виявилося складно передати відтінки такого багатопланового персонажа, як Гамлет. Обравши на головну роль виконавця зі «Шаленого Макса» режисер, імовірно, ще раз хотів привернути увагу публіки до класики.

## У ролях
- Мел Гібсон — Гамлет
- Гленн Клоуз — Гертруда
- Алан Бейтс — Клавдій
- Гелена Бонем Картер — Офелія
- Пол Скофілд — Привид Гамлетового батька
- Ієн Голм — Полоній
- Натаніель Паркер — Лаерт
- Стівен Діллейн — Гораціо
- Майкл Малоні — Розенкранц
- Шон Мюррей — Гільденстерн
- Тревор Пікок — могильщик
- Піт Поселтвейт — театральний актор

## Нагороди
- 1991 — Премія Давид ді Донателло
  - Найкращий фільм іноземною мовою

- 1992 — номінація на премію BAFTA
  - Найкращий актор другого плану
- 1991 — номінація на премію Оскар
  - Премія «Оскар» за найкращу роботу художника-постановника
  - Премія «Оскар» за найкращий дизайн костюмів